# Werelderfgoed in Irak
Tot het Werelderfgoed in Irak behoren zes Werelderfgoederen. Het eerste Werelderfgoed werd in 1985 ingeschreven. 

## Werelderfgoederen

### Actuele Werelderfgoederen
Deze lijst toont de zes Werelderfgoederen in Irak in chronologische volgorde (C – Cultuurerfgoed; N – Natuurerfgoed).
| Naam | Jaar | Soort | Beschrijving | Afbeelding |
| --- | ---- | ----- | ------------ | ---------- |
| Hatra                                                                                                   | 1985 | C     |              |            |
| Assur (Qal'at Sherqat)                                                                                  | 2003 | C     |              |            |
| Archeologische stad Samarra                                                                             | 2007 | C     |              |            |
| Citadel van Erbil                                                                                       | 2014 | C     |              |            |
| De Ahwar van Zuid-Irak: plaats van biodiversiteit en het relictenlandschap van de Mesopotamische steden | 2016 | C/N   |              |            |
| Babylon                                                                                                 | 2019 | C     |              |            |

### Als Werelderfgoed genomineerde objecten
In de voorlopige lijst van de UNESCO worden objecten ingeschreven, die naar het inzicht van de betreffende regering potentieel voor de erkenning als Werelderfgoed in aanmerking komen. Dit zegt niets over de eventuele daadwerkelijke succesvolle inschrijving op de lijst. Tegenwoordig (2023) zijn op de lijst veertien objecten uit Irak ingeschreven.
| Naam                                               | Jaar | Soort | Beschrijving | Afbeelding |
| -------------------------------------------------- | ---- | ----- | ------------ | ---------- |
| Nimrud                                             | 2000 | C     |              |            |
| Antieke stad Ninive                                | 2000 | C     |              |            |
| Paleis van Ukhaidir                                | 2000 | C     |              |            |
| Wasit                                              | 2000 | C     |              |            |
| Site van Dhul-Kifl                                 | 2010 | C     |              |            |
| Begraafplaats Wadi-us-Salaam in Najaf              | 2011 | C     |              |            |
| Stad Amediye                                       | 2011 | C     |              |            |
| Historische plekken aan de Tigris in Bagdad-Rusafa | 2014 | C     |              |            |
| Neolithische nederzetting Bestansur                | 2017 | C     |              |            |
| Nippur                                             | 2017 | C     |              |            |
| Oude stad van Mosoel                               | 2018 | C     |              |            |
| Tempel van Lalish                                  | 2020 | C     |              |            |
| Citadel van Kirkuk                                 | 2021 | C     |              |            |
| De hadj-pelgrimsroute: Darb Zubaydah (Irak)        | 2022 | C     |              |            |